# Wonkey's Wager
Wonkey's Wager è un cortometraggio muto del 1912 diretto da Frank Wilson.
Si conoscono pochi dati del film che, prodotto dalla Hepworth, fu distrutto nel 1924 dallo stesso produttore. Cecil M. Hepworth, in gravi difficoltà finanziarie, giunse a tanto per poter recuperare il nitrato d'argento della pellicola.

## Trama
Un uomo, per una scommessa, finge di essere quello che non è, mettendosi nei guai.

## Produzione
Il film fu prodotto dalla Hepworth.

## Distribuzione
Distribuito dalla Hepworth, il film - un cortometraggio di circa 168 metri - uscì nelle sale cinematografiche britanniche nel giugno 1912.